# Rhizodrilus lacteus
Rhizodrilus lacteus är en ringmaskart som först beskrevs av Smith.  Rhizodrilus lacteus ingår i släktet Rhizodrilus och familjen glattmaskar. Inga underarter finns listade i Catalogue of Life.